# Philippe Gondet
Philippe Gondet (Blois, 1942. május 17. – Vertou, 2018. január 21.) francia válogatott labdarúgó.

## Pályafutása

### A válogatottban
1965 és 1970 között 14 alkalommal szerepelt a francia válogatottban és 7 gólt szerzett. Részt vett az 1966-os világbajnokságon.

## Sikerei, díjai
Nantes
- Francia bajnok (3): 1964–65, 1965–66, 1972–73
- Francia ligakupa (1): 1964–65
- Francia szuperkupa (1): 1965

Egyéni
- Az év francia labdarúgója (2): 1965, 1966
- A francia bajnokság gólkirálya (1): 1965–66 (36 gól)